# Kryštof Daněk
Kryštof Daněk, né le 5 janvier 2003 à Samotišky en Tchéquie, est un footballeur tchèque qui évolue au poste de milieu offensif au Sparta Prague.

## Biographie

### Carrière en club
Né à Samotišky en Tchéquie, Kryštof Daněk commence le football au SK Chválkovice avant de rejoindre le Sigma Olomouc en 2015. Durant sa formation il fait notamment un essai à Nottingham Forest, mais c'est bien au Sigma Olomouc qu'il commence sa carrière professionnelle. Il se fait remarquer le 28 juin 2020 en coupe de tchéquie face au MFK Karviná en provoquant en penalty en faveur de son équipe puis en délivrant une passe décisive pour Lukáš Juliš. Il est alors considéré comme l'un des joueurs les plus prometteurs de sa génération.
Il inscrit son premier but en professionnel le 23 janvier 2021 contre le SFC Opava, en championnat. Titularisé, il ouvre le score de la tête, et participe ainsi à la victoire de son équipe (4-1). En marquant ce but il devient, à 18 ans et 18 jours le plus jeune buteur de l'histoire du Sigma Olomouc dans la ligue. Le 1er février 2021, il prolonge son contrat jusqu'en juin 2025 avec le Sigma Olomouc.
Il s'impose en équipe première au cours de l'année 2021 et est alors considéré, à 18 ans, comme l'un des jeunes joueurs les plus talentueux du pays.
Lors de l'été 2022, Kryštof Daněk quitte son club formateur pour s'engager en faveur du Sparta Prague. Le transfert est annoncé le 6 juin 2022,.
Daněk marque son premier but pour le Sparta le 31 juillet 2022, lors de la première journée de la saison 2022-2023 du championnat tchèque, face au FC Slovan Liberec. Buteur après son entrée en jeu, il ne peut empêcher la défaite de son équipe (1-2 score final).
Le 8 septembre 2023, Daněk rejoint le FK Pardubice sous la forme d'un prêt de six mois afin de gagner en temps de jeu.

### En équipe nationale
Il compte quatre sélections avec l'équipe de Tchéquie des moins de 17 ans, toutes obtenues en 2019.
Kryštof Daněk joue son premier match avec l'équipe de Tchéquie espoirs contre la Slovénie, le 2 septembre 2021. Il entre en jeu à la place de Tomáš Ostrák lors de cette rencontre qui se solde par la victoire des siens (1-0). Quatre jours plus tard, pour sa deuxième sélection, il est titulaire et inscrit son premier but avec les espoirs sur une passe décisive de Daniel Fila, contre l'Albanie. Il participe ainsi à la victoire de son équipe par quatre buts à zéro.